# 避讳
避讳是中国歷史上，必須回避君主、尊長等所尊敬的人的「名諱」的一种習慣，通常只限於君主、尊長等貴人之本名，字號的避讳则较少见，在言谈和书写时，遇到君主、尊長等所尊敬的人的名諱一律要回避，可以用其他字代換，或是刻意將該字缺筆；取名时，不能取他们的名諱中字甚或同音的字；否則，可能觸犯大不敬之罪。陆容《菽园杂记》稱，“民间俗讳各处有之，吴中为甚。”這種習慣也曾經適用於漢字文化圈内臨近中国的國家，例如日本、朝鮮半島、越南、琉球。

## 避諱的起源
避讳始於周朝，《左传》说：“周人以讳事神，名，终将讳之。”《礼记·曲礼》载：“名子者不以国，不以日月，不以隐疾，不以山川。”明文规定取名之避。后来，《左传》又加上“不以畜牲，不以器帛”这一条款，遂产生“六避”。但当时同音或近音的字不用回避。名諱兩字中，只有一个字相同，也不用回避。

## 避諱的種類
- 回避君主的名字，叫做避君讳、公讳或国讳。一般適用於當朝君主及其直系祖先。
- 避讳自己家族的长辈的名字，与别人交往时则避对方的长辈之名讳，叫做避家讳、私讳。
- 回避聖人的名字，叫做避聖人諱。例如丘姓就因避諱孔子的名字「丘」而產生邱姓；又例如《三国演义》中称关羽为「关公」、「关某」；《东周列国志》中称孔子为「孔某」。另古人讀經史時，碰到孔子的名字「丘」時，會將之讀作「某」，以示避諱，就連寫的時候也會缺筆[6][7]。
- 雖非人名，但因爲政治因素，避免特定字詞，例如清朝時人避免胡虜夷狄等字[8]，以及第二次国共内战以來，台灣海峽兩岸互相貶稱對方人事物[9]。

## 避諱的方法與實例
陳垣《史諱舉例》曰：「避諱常用之法有三：曰改字，曰空字，曰缺筆。」到了宋朝，避諱之風日趨嚴格，又出現「拆字」這一種避諱方法。

### 改字
改字法：遇到要避諱的字時使用其他別字代替。例如：
1. 避秦始皇嬴政諱，“正月”「正」字改唸平聲，甚至改称“端月”。
2. 避漢高祖劉邦諱，“相邦”改“相國”，《道德經》之中「邦家」改作「國家」[10]，《易經》、《易傳》改「遷邦」作「遷國」[11]。
3. 避漢文帝劉恆諱，恆山、恆水皆作「常」[12]；避音諱，“姮娥”改嫦娥，《道德經》之中亦改「恒」為「常」（如首句「道可道，非恒道」等）[13][14][15][16][17][18][19][20][21][22][23]。
4. 避漢景帝劉啟諱，“啟蟄”改驚蟄、“启封县”改开封县、宋微子啟，《史記》避諱作開。[24]
5. 避漢武帝劉徹諱，“徹侯”改通侯。
6. 避漢昭帝劉弗陵諱，否定詞“弗”改“不”。
7. 避漢宣帝劉詢音諱，“荀卿”改孫卿。
8. 避漢光武帝劉秀諱，东汉孝廉“秀才”改“茂才”。
9. 避漢明帝劉莊讳，莊姓者多半改成嚴姓。
10. 避漢桓帝劉志讳，《東觀漢記》的“志”改稱“意”。
11. 避晉宣帝司馬懿（追尊）諱，《三國志》將吳懿改“吳壹”。
12. 避晉文帝司馬昭（追尊）諱，王昭君改稱王明君，蔡昭姬改稱蔡文姬，韋昭改稱韋曜。
13. 避晉愍帝司馬鄴音諱，建業（今南京市）改名為建康。
14. 避唐高祖李淵祖父李虎諱，漢朝以來稱作「虎子」的馬桶改稱為「馬子」或「兽子」[25][26]。
15. 避唐高祖李淵諱，陶淵明改稱陶泉明或陶深明。
16. 避唐太宗李世民讳，「世」、「民」通常分別改為「代」、「人」。例如：董襲，字元世改為元代、柳宗元《捕蛇者说》中句子“以俟夫观人风者得焉”中的“人风”实际上是指“民风”，是为此而改。
17. 避唐高宗李治諱，文章內“治”字改為“理”。[27]
18. 避武則天武曌諱，廬陵王（稍後的唐中宗）之長子李重照改名李重润。（曌為照的则天文字）
19. 避晉高祖石敬瑭諱，有些敬姓人士改为端姓，或拆字變為苟姓以及文姓。
20. 避宋太祖趙匡胤諱，宋太宗趙匡義改名为趙光義。
21. 孔子之名丘曾經是金朝的聖人諱，所以有些丘姓人士改为邱姓。
22. 「元年」改為「始年」、「原年」，「元來」改為「原來」，非避明太祖朱元璋諱，明代所有名諱皆依古禮：「二名不偏諱，嫌名不諱」。而是避元朝之故[28]。是因為民間痛恨元人，不願意書寫其國號所致[29]。
23. 避清聖祖玄燁讳，玄武門改神武門，而“玄孫”改“元孫”，《千字文》開頭所著的「天地玄黃」也因避諱改為「元黃」。
24. 避清世宗胤禛諱，兄弟字輩“胤”改“允”。王士禛改稱王士正或王士禎。
25. 避清高宗弘諱，曆常改為歷，而大清曆法時憲曆改時憲書，弘文館改「宏文館」。
26. 避清宣宗旻寧讳，北京外城廣寧門改名廣安門。

- 史上亦有皇帝即位時，將名字易為罕用字，使擾民程度降低。例：

1. 漢宣帝劉詢，原名病已。
2. 宋太宗趙炅，976年即位前時名趙光義。
3. 清仁宗顒琰（Yóngyǎn, ㄩㄥˊ ㄧㄢˇ），1796年即位前原名永琰。
4. 清宣宗旻寧，1820年即位前原名綿寧。

- 《千字文》歷史上多次因皇帝名字而避諱。

1. 「天地玄黃」改作「天地元黃」，是避宋朝皇帝遠祖趙玄朗的名諱（如果是清本，則是避康熙皇帝玄燁的名諱）。
2. 「周發殷湯」改作「周發商湯」，是避宋太祖父親趙弘殷的名諱。
3. 「鳴鳳在樹」改作「鳴鳳在竹」，是避宋英宗趙曙的名諱。
4. 「岳宗恆岱」改作「岳宗泰岱」，是避宋真宗趙恆的名諱。

### 空字
空字法：遇到要避諱的字時不填寫。如唐朝將領李世勣被改成李勣，以避唐太宗李世民的讳。另外民間有傳言“觀世音菩薩”亦因避唐太宗諱，略作“觀音”，但實際上唐太宗規定避諱僅限「世民」兩字連用的情況，故以上兩種情況都不適用。
而「李世勣」改名「李勣」則是唐高宗即位後的事，「觀世音」簡稱「觀音」亦在唐朝之前已經出現。

### 缺筆

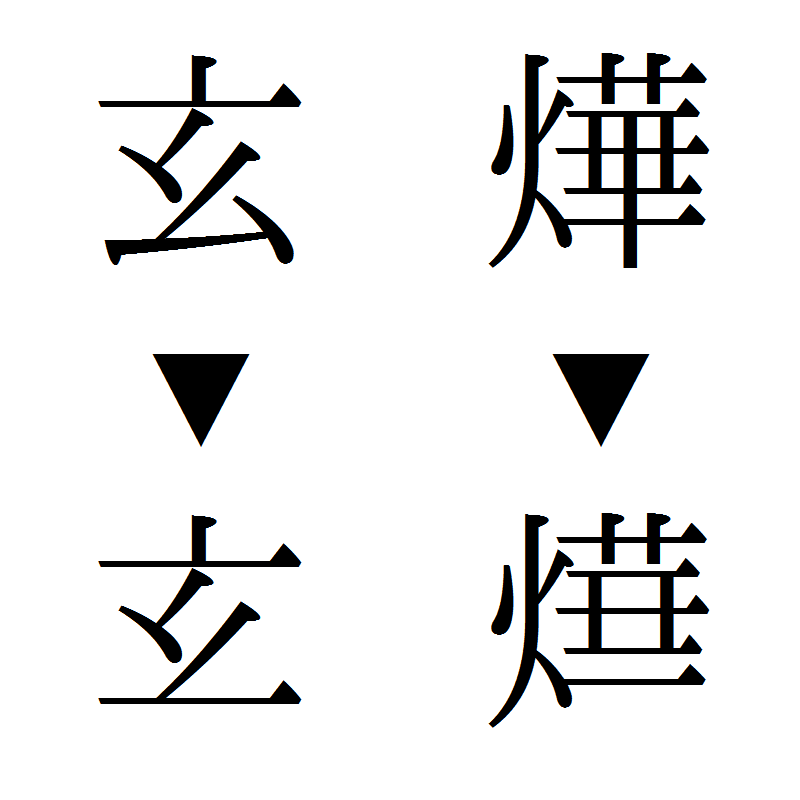
避諱：缺筆之例。清康熙帝之名諱「玄」（𤣥）「燁」之最後一畫省略。

陳垣認為避諱缺筆，始於唐朝，貞觀十八年蓋的文達碑，有「世子」二字，時唐太宗稱李世民，可見仍未有避諱缺筆。乾封元年《賜泰師孔宣公碑》中，「愚智齊泯」中的「泯」作「汦」，因此他認為唐高宗是避諱缺筆之始。到了高宗顯慶五年正月詔曰：「至於朕名，或缺其點畫。」說明了當時已經有缺筆避諱。
一般缺筆是缺寫尾一筆。如「愚智泯」的「泯」字，因諱唐太宗李世民，而作「汦」。《于志宁碑》中「世武」把唐太宗的名字李世民中的「世」少寫一劃，作「卅武」。舊唐書穆宗紀：「恒王房子孫改為汦王房。」汦王應為愍王，因避諱，改民為氏而誤。《續漢郡國志》中載敦煌郡有拼泉，拼泉即淵泉，因唐太祖李淵缺筆的淵字缺尾的一筆，後訛為拼。
宋人避宋聖祖趙玄朗諱，「朗」改為「郎」。劉焉，字君朗改為君郎、《新唐書·后妃則天皇傳》：「前鋒左豹韜果毅成三郎為唐之奇所殺。」
《康熙字典》將康熙帝玄燁諱各缺一筆。
日本江戶時代末期至明治時代，對於仁孝天皇（惠仁）、孝明天皇（統仁）、明治天皇（睦仁）的名諱「惠」、「統」、「睦」缺一筆。

#### Unicode收录的避讳缺笔字
Unicode中收录了因避讳产生的缺笔字數個。
- 𤣥
- 𤍞
- 𢎞
- 㱐
- 𠀉
- 𦙍
- 𥛄

### 拆字
拆字法：當遇到要避諱的字時，將該字拆開，以描述其字的構造。
1. 宋太宗諱趙炅，又名趙耿；「炅」、「耿」二字皆為國諱。宋朝人將「耿」字寫作「從耳從火」[32]。
2. 宋真宗諱趙恒，「恒」為國諱，遂將「恒」寫作「從心從亘」[32]。
3. 宋高宗諱趙構，「構」字甚至其音相近的二十餘字皆為國諱。時人為避諱，將與其音相近的「句」寫作「從勹從口」[32]。

## 各地情況

### 中國
周朝時避諱情況較為寬鬆，只有完全相同的字才要避諱，同音或近音字大致上不用。秦汉时期，大一统的政局形成并得到巩固，君主之尊无以复加，儒学在上层建筑中逐渐占统治优势，这种要求遂变得非常严格。地名、物名、官名、人名都要回避當朝天子甚至皇帝祖先的名字。郑玄《毛诗笺注》“天下邦国，至于困穷”言及汉高祖（刘邦）名讳而并未受到查处，可见汉朝时对避讳的规制不如清代时严格。司马迁《史记·张仪列传》“是故天下之游谈士，莫不日夜搤腕”言及其父（司马谈）名讳，但這亦有可能是司馬遷抄錄其父司馬談留下的資料，司馬談自然不需要避諱自己了。
漢景帝時，二十四節氣之中，「啓蟄」由於避諱而改名為「驚蟄」，並且和「雨水」調換，「穀雨」與「清明」的順次也被置換。（後來，日本以貞享曆取代宣明曆，將「驚蟄」改回「啓蟄」。）
东晋太元十三年（388年），侍中孔安国上表，因黄门郎王愉名犯其父孔愉名讳，不能共同签名，求解。有司认为：此前，尚书、安众男某某曾上表中兵曹郎王祐犯其父私讳。同意调换部门，这是朝廷制度之外的恩典。但此例一开，官员效仿，不知何时结束。于是断绝了此类请求。但避讳却是日渐严格。避各类私讳，亦是后世官员注重的事项。
到了唐朝，有一个字相同甚至是同音，也必须回避了。当时著名诗人李贺就是因为其父名“晋肃”，與「進士」發音相近，而不得参加进士考试，致使终身不得志；韓愈為此事非常生氣，为之作《讳辩》驳斥，“父名晋肃，子不得举进士；若父名仁，子不能为人乎！”唐朝法律规定，直呼皇帝的名字犯“大不敬”罪，不能赦免。然而杜牧《阿房宫赋》“一旦不能有”、柳宗元《捕蛇者说》“岂若吾乡邻之旦旦有是哉”皆言及唐睿宗（李旦）名讳，元稹《连昌宫词》“舞榭欹倾基尚在”又言及唐玄宗（李隆基）名讳而并未受到查处，可见唐朝时对避讳的规制亦不如清代时严格。
五代十國時，馮道的門客為其講解《老子》，見文章裡面「道可道，非常道」的「道」字，衝犯了馮道的名諱，門客為了避諱，把「道」這個字給改成「不敢說」，於是便將「道可道，非常道」讀作「不敢說，可不敢說，非常不敢說。」
除了文字避諱，生活上亦有其他形式的名諱。例如唐朝避諱李姓，禁食鯉魚，抓到鯉魚必須放掉，販賣鯉魚責打60杖。明朝正德年間也曾一度禁止百姓蓄養豬隻。
宋代，讳法大兴，一个帝王的避讳字数量急剧增多，《容齋三筆·十一》云：「本朝尚文之習大盛，故禮官討論，每欲其多，廟諱有五十字者。舉場試卷，小涉疑似，士人輒不敢用，一或犯之，往往暗行黜落。」
元代是蒙古人入主中原，蒙古人本无避讳之事，因此元代不太在意避諱。忽必烈行汉法之后，曾下令避讳，但终元一代讳法不严，一部《元史》，惟《程鉅夫列傳》言：「鉅夫名文海，避武宗廟諱，以字行。」餘無所見，程钜夫生于宋，故习惯避讳，而考察《元史·武宗纪》，武宗朝名中有“海”者多达七人，武宗朝奏章地名有“海”字者众多，并不避讳，故程钜夫避讳一事属于此人特例。由於蒙古人的命名習俗與漢人不同，蒙古人中君臣同名者甚多。
明代因之，二字之名在用到其中某一字时不避讳，音近而有称名之嫌，亦不需避諱；所謂「二名不偏讳，嫌名不讳」，故親王可與皇帝共用字輩。
满人早期亦不避讳，后来汉化加深，从玄烨开始，才跟着汉人那样有了避讳之事。清乾隆二十二年（1757年）退休的布政使彭家屏在族譜《大彭統記》刊登河南生員段昌緒家存吳三桂文告時，乾隆帝之名諱弘曆不缺筆，成為彭家屏賜自盡及段昌緒斬首罪名之一。乾隆四十二年（1777年）江西書生王錫侯在他刪康熙字典寫的字典《字貫》凡例寫入康熙帝、雍正帝、乾隆帝之名諱（玄燁、胤禛、弘曆），沒有缺筆避諱，也有批評康熙字典“然而穿貫之難”的内容，被認為非常不敬，而被依大逆律定罪處斬。清朝「末代皇帝」溥儀在位時，“儀”曾經是避諱字。
清朝滅亡後，民國不再避国讳和圣人讳。现时一般中国人仍避家讳，但仅限于起名，日常使用是不避的，亦有连起名也不避讳的。

### 日本
日本避諱的相關記錄始見於奈良時代。延曆年間，桓武天皇為避其父光仁天皇（諱白壁王）的諱，將常陸國的「白壁郡」改名為「真壁郡」。淳和天皇即位的時候，由於天皇名叫「大伴」，氏族「大伴氏」便被改名為「伴氏」。
進入幕府時期以後，日本武士對主君的名字也要避諱。當時日本人名分為「通字」和「偏諱」兩個部份。例如在「德川家康」的名字中，「家」字為通字，由家族時代相傳；「康」字為偏諱。通字無需避諱，但偏諱要避。 在触发了后来大坂之役的方广寺钟铭事件中，豐臣秀賴一方就是因为铭文中的“国家安康”一词沒有避德川家康的偏諱，為德川幕府出兵大坂提供了口實。不過有時候，日本武士也會將偏諱賜給屬下，以示恩寵。
日本比中國更晚，直到二戰結束之前仍須避諱，否則可被視為對皇室不敬。例如，為避仁孝天皇（惠仁）、孝明天皇（統仁）、明治天皇（睦仁）的諱，將「惠」、「統」、「睦」三字都缺一筆。此外，對皇后也要避諱。例如，大正天皇的皇后名叫九條節子（日语：／ Kujō Sadako），秩父宮雍仁親王的妃子叫松平節子（日语：／ Matsudaira Setsuko）；九條節子成為皇后之後，松平節子為了避諱，將名字改為同音的「勢津子」（日语：／ Setsuko）。
1947年（昭和22年）10月26日，日本國憲法廢除了對皇室不敬的罪名，不再將避諱列入法律條文之內。但民众在日常生活中仍普遍会避免对皇室成员直接称呼名讳，而是敬称为“陛下”、“殿下”或者使用宫号，很多人甚至根本不知道皇室成员的本名。

### 琉球
受中國文化的影響，琉球王府也要求避國王的諱。其避諱的方式主要為改字。例如，為避尚哲王諱，「哲」字改為「明」；避尚溫王諱，「溫」字改為「和」；避尚泰王諱，「泰」字改為「春」。此外，琉球人也要避中國皇帝的諱。
琉球人要避國王的諱，但不必避國王使用的名乘。例如，尚溫王的名乘為「朝克」，但後世仍有一名三司官名叫「馬克承」；馬克承的名乘為「小祿親方良泰」，尚泰王繼位後，為避諱，改為「良忠」。
1609年慶長琉球之役之後，琉球成為日本薩摩藩的附庸國，薩摩藩在琉球設置在番奉行所以監督內政。1755年，島津重豪就任薩摩藩藩主之後，薩摩藩曾一度要求琉球王府下令避江戶幕府將軍的諱。例如，毛宣猷為避德川家宣的諱，改名為毛廷柱；向宣謨的名乘原為「今歸仁朝忠」，為避德川秀忠諱，改為「今歸仁朝義」。薩摩藩又禁止琉球人使用「德」、「千代」、「雄」、「敦」、「信」、「明」、「重」等字作為名字。不過在島津重豪死後，琉球便廢除了這個命令。為避諱而更改名乘頭的家族，多獲准恢復使用原先的名乘頭；但仍有家族的名乘頭未被改回。

### 朝鮮半島
朝鮮半島的避諱可能始於統一新羅時代。在《文武王陵碑》的碑文里，「丙午」被寫作「景午」。唐高祖之父名叫李昞，「昞」字和同音的「丙」字都是需避諱的字，故而干支紀年中將丙字改作「景」。但是，新羅當時剛剛從中國引進干支紀年，沒有證據顯示新羅是否也從中國引入了避諱制度。
不過在高麗王朝時期的法律明確規定需要避高麗國王的諱。高麗時代的避諱方法主要為缺筆，故而在《高麗大藏經》中可以看見不少缺畫字。此外也有改字的方法，例如高麗惠宗名叫王武，便將「文武兩班」改稱「文虎兩班」，後又改稱「龍虎兩班」。又如，《三國遺事》中，為避高麗定宗王堯諱，將「堯」字改為「高」。
1750年，為了避免在文廟祭祀中衝犯孔子的諱，朝鮮英祖下令將「大丘郡」改名為「大邱郡」。
興宣大院君重建景福宮弘禮門時，為避清高宗弘曆諱，將「弘禮門」改名為「興禮門」。

### 越南

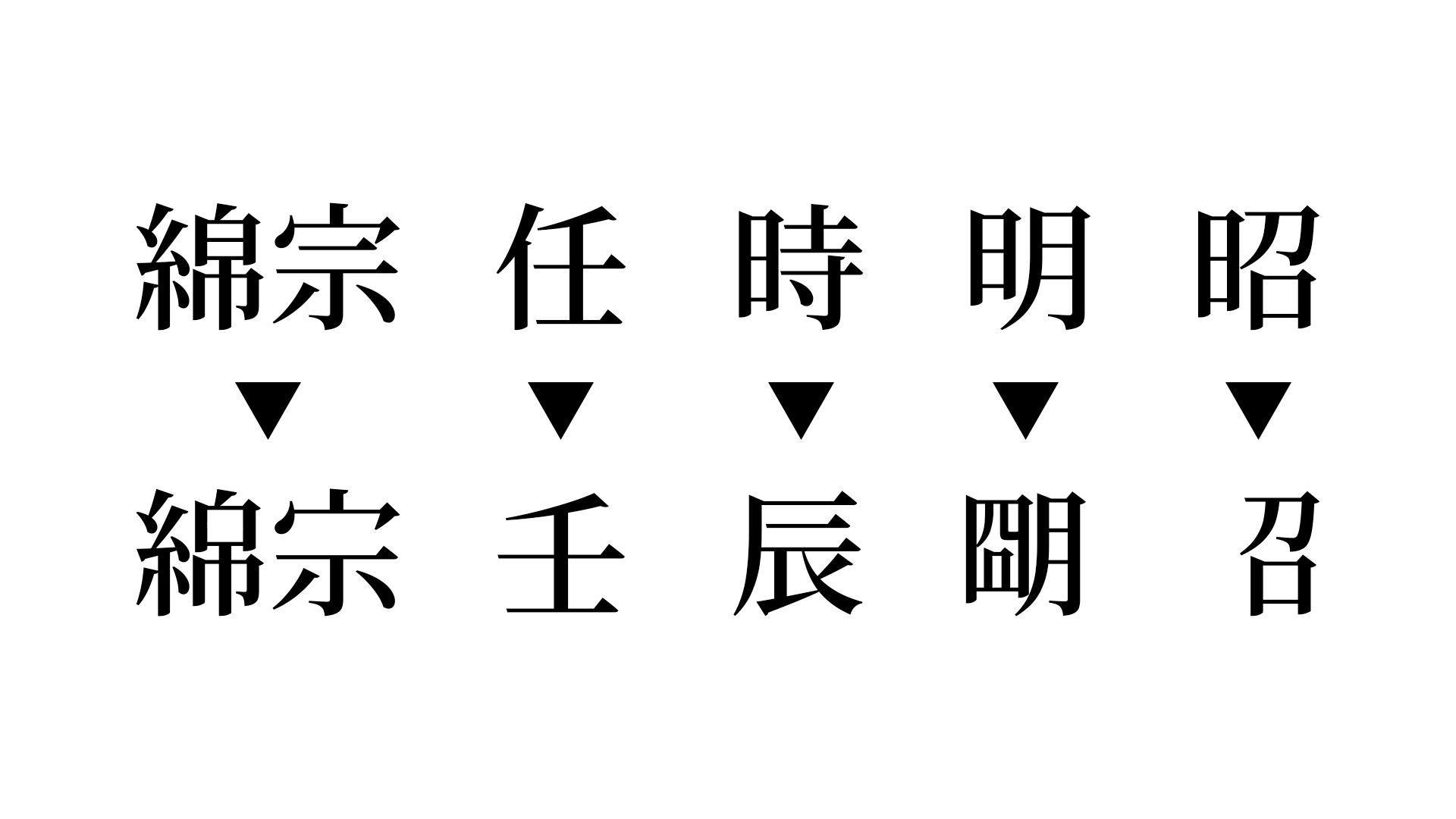
阮朝年間《大南實錄》中的避諱舉例

越南的避諱，除了改字、空字、缺筆、拆字之外，變音是其一大特色。
越南的避諱，最早見於陳朝時期。1232年（建中八年），陳太宗下達避諱的命令。為了避陳朝皇帝祖先陳李的諱，陳太宗下令將全國的李氏全部改為阮氏。
在越南，中國的避諱方法改字、空字、缺筆、拆字都有。例如，在成泰年間刊行的《大南實錄》的「大南正編列傳初集」之中，為避嗣德帝阮福時諱，改「時」字為「辰」字；為避成泰帝阮福昭諱，便將「昭」字缺筆寫作「召」。在《大南實錄》的「前編」中，歷代阮主的名諱皆空字。在《國朝正編撮要》中，為避嘉隆帝阮福暎諱，寫作「左從日右從英」。
還有一種被稱為變音的避諱方法，即將皇帝名諱的讀音改變，與需避諱字的同音字也隨之變音。變音這種避諱方法為越南特色，始見於後黎朝時代。黎太祖諱黎利，「利」字在越南語中本讀作「lì」，為避諱，改為讀「lợi」。阮朝時代，為避歷代皇帝的垫名「福」之諱，將「福」字的發音從「phúc」改為「phước」，所有讀作「phúc」的字也統統改為讀「phước」。
此外，也存在口頭和書面上不同的避諱方法。例如嗣德帝名「阮福時」，在書面上若遇上「時」字，應將「時」字改寫作「辰」字；而在口頭上，「時」字本應讀作「thì」，為避諱改讀「thời」。
在鄭阮紛爭時期，廣南阮主轄境內的居民必須避阮主之諱。例如，為避阮潢諱，將「hoàng」讀作「huỳnh」。時至今日，越南南部的黃姓居民仍將自己的姓氏讀作「huỳnh」，但北部居民仍讀作「hoàng」。
阮朝明命帝時代，將眾多的阮主支系子孫删去姓氏，冠以「宗室」（越南语：／）二字，标榜其地位。後來紹治帝繼位，為避紹治帝阮福綿宗之諱，又將「宗室」改姓為近音的「尊室」（越南语：／），這便是今日越南尊室姓的由來。
以下是阮朝的變音避諱用字表。其中，被避諱之字以粗體標出。
| 正音 （本音） | 寨音 （變音）  | 被避諱者                       |
| ------------- | -------------- | ------------------------------ |
| cam           | kim            | 肇祖阮淦                       |
| mai           | mơi            | 靖皇后阮氏梅                   |
| hoàng         | huỳnh          | 太祖阮潢                       |
| nguyên        | ngươn          | 熙宗阮福源                     |
| lan           | lang, lam      | 神宗阮福瀾                     |
| tần           | tờn            | 太宗阮福瀕                     |
| ngàn          | nghìn          | 英宗阮福溙又名阮福彦           |
| thụy          | thoại          | 保大帝阮福永瑞                 |
| lĩnh          | lãnh           | 孝義皇后宋氏領                 |
| chu           | châu           | 顯宗阮福淍                     |
| được          | đặng           | 孝明皇后宋氏特                 |
| thụ           | thọ            | 肅宗阮福澍                     |
| thư           | thơ            | 孝寧皇后張氏書                 |
| dong          | đông           | 孝武皇后張氏容                 |
| hoàn          | hườn           | 孝康皇后阮氏環                 |
| phúc          | phước          | 阮福氏                         |
| ánh           | yên, yếng, ảnh | 嘉隆帝阮福                     |
| chủng         | chưởng         | 阮福種（嘉隆帝的原名）         |
| đang          | đởm            | 順天高皇后陳氏璫               |
| cảnh          | kiểng          | 順天高皇后又名敬               |
| đảm           | đởm            | 阮福膽（明命帝原名）           |
| kiểu          | cảo            | 明命帝阮福晈                   |
| hoa           | huê            | 佐天仁皇后胡氏華               |
| thật          | thiệt, thực    | 佐天仁皇后胡氏實（嘉隆帝賜名） |
| miên          | mân            | 紹治帝阮福綿宗                 |
| chính         | chánh          |                                |
| tông          | tôn            | 紹治帝阮福綿宗                 |
| dung          | dong           | 阮福曧（紹治帝原名）           |
| tuyền         | toàn           | 紹治帝阮福暶                   |
| hằng          | thường         | 慈裕太后范氏姮                 |
| hạo           | hiệu           | 建福帝阮福昊                   |
| nhậm          | nhiệm          | 阮福洪任（嗣德帝原名）         |
| hồng          | hường          | 阮福洪任（嗣德帝原名）         |
| thì           | thời           | 嗣德帝阮福時                   |
| hài           | hia            | 儷天英皇后武氏諧               |
| chân          | chơn           | 育德帝阮福膺禛                 |
| đường         | đàng           | 同慶帝阮福膺禟                 |
| lân           | liên           | 成泰帝阮福寶嶙                 |
| san           | sơn            | 維新帝阮福永珊                 |
| điều          | đều            | 慈明惠皇后潘氏調               |

## 現代
现在虽然已经不讲究避讳習俗，但是仍然有部分人在取名时尽量不取同父辈或祖辈同名或同音的字作为名字。由于避讳的影响，现在的東亞人还是认为直呼长辈的名字为不敬，所以會特別注意親屬稱謂。
| 立法日期     | 公佈日期       | 施行日期       | 與近親屬名字完全相同者申請改名 | 禁止有某些犯罪相關情事者改名 |
| ------------ | -------------- | -------------- | ------------------------------ | ---------------------------- |
| 1983年1月8日 | 1983年11月18日 | 自公布日施行   | 第六條第一項第二款             | 尚未明定                     |
| 2001年6月1日 | 2001年6月20日  | 2001年10月15日 | 第七條第一項第二款             | 第十二條                     |
| 2015年5月5日 | 2015年5月20日  | 自公布日施行   | 第九條第一項第二款             | 第十五條                     |

## 例外情況
雖然不取與父輩或祖輩名字相同的用字或同音字是傳統避諱方式之一，但亦有例外。例如東晉時王羲之的七個兒子王玄之、王凝之、王渙之、王肅之、王徽之、王操之、王獻之都有「之」字，据陈寅恪考证“之”字是天师教信徒的标志；而汪婕指出，这仅仅是“二名不偏讳”，与天师教信仰无关。

## 避讳的后果及用途
避讳徒增文章的理解难度，若不了解相应的避讳情况，可能无法正确认出原词，导致文章难以理解。
另外，避讳本身提供了一种文献断代方法，如果某书中避某字讳，则可以断定该书是相对应的某位皇帝继位后著述的。

## 评价
现代，避讳被认为是强化君主专制的手段而遭到批判。

## 漢字文化圈以外

### 猶太人
由於《希伯來聖經》中的《十誡》有「不可妄稱YHWH你神的名」的誡命，犹太教文獻中的四字神名（希伯來語：יהוה）不标母音，或标上"adonai"的母音作为提醒，而只写4個子音字母，一般稱為“4字神名”——英語的YHWH、法語和德語的JHWH、拉丁語的IHVH。中世紀時猶太学者為希伯來語的4字神名標上母音時，使用「adonai」（意為「我的主」）的母音符号，（希伯來語单詞的輔音写在中央而元音（母音）写在輔音的上面或下面，以不同组合的点和短线表示，所以可以在「YHWH」下写「adonai」的元音符号），提醒猶太裔讀者要念成「adonai」，不可以直呼神的名。而早期聖經譯者翻譯時，便直接地把輔音和元音拼在一起，而成了「YaHoWaH」（翻譯就是「耶和華」）。

### 大溪地人
在玻里尼西亞的許多地方，重要領導人的名字被認為是神聖的（至今有時依舊如此，詳情可見玻里尼西亞文化中的禁忌Tapu），並因此對之需有一些適當的敬重（mana）。為了避免冒犯，任何類似一個名字的字眼都不可使用，並直到該人死去為止，都需以一個含義相似的詞來代替被禁止使用的字眼。然若一個領袖碰巧活得非常長命的話，這暫時性的替代用法，可能會變成永久性的，進而對語言產生影響。
一個例子是在大溪地語當中，一些單詞因為避諱的緣故，而被其他的單字給取代。在玻里尼西亞的其他地區，tū 或其他同源的字之意為「站立」，但在大溪地語中，該字被以 tiʻa 取代，因為原本的詞根變成了波马雷一世這位國王的名字中 Tū-nui-ʻēʻa-i-te-atua 的部份；相似地，fetū 這個意指「星星」的字眼，在大溪地語中為 fetiʻa 所取代；而 aratū 這個意指「柱子」的字眼，也為 aratiʻa 所取代。
儘管 nui（意即「大的」）依舊出現於像 Tahiti-nui 等合成詞中，一般用以指稱「大」的字眼為 rahi（此詞在玻里尼西亞語言中是個指稱「大」的常見字眼）；此外，ʻēʻa 這個詞也不再使用，並為 purūmu 或 porōmu 取而代之，在現今，ʻēʻa 之意為「路徑」，而 purūmu 之意則為「道路」。
Tū 也有個暱稱，叫做 Pō-mare（字面含意為「夜咳」），波馬雷一世的王朝也因此而得名，也因此 pō（意即「夜晚」）這個字曾一度為 ruʻi 所取代（然而今日 ruʻi 只用於聖經中，pō 這個字根今日又重新變成了日常用語的單詞）；而 mare（字面之意為「咳嗽」）則已不可逆地為 hota 所取代。
其他範例如下：
- vai（意即「水」）為 pape 所取代，並可見於 Papeari、Papenoʻo、Papeʻete 等名稱中。
- moe（意即「睡」）為 taʻoto（其原始含意為「躺下」）所取代。

一些舊式的單詞依舊用於背風群島一帶。

### 引用
1. ↑  臺灣.教育部.國語辭典修訂本.【名諱】「尊長或所尊敬的人的名字。」
2. ↑  如唐玄宗兄长李成器避其母昭成皇后尊号，改名李宪。
3. ↑  张世南《游宦纪闻》卷三说：“殷人以讳事神，而后有字。”钱希言在《戏瑕》中稱避讳之俗於夏商时已有，证据是《山海经》中往往把夏后启写作夏后开。但陈光坚《讳源略说》一文以为此說证据不足。洪迈《容斋三笔·帝王讳名》提出，避讳之制始于周代，但仅在本庙中避讳。赵翼《陔余丛考·避讳》主张避讳习俗始于东周，即春秋时期。陈光坚《讳源略说》亦稱避讳起自春秋时期。
4. ↑  《左传·桓公六年》云：“周人以讳事神名，终将讳之。”孔颖达疏：“自殷以往，未有讳法。讳始于周。”
5. ↑  《避讳研究》，王新华 著，齐鲁书社
6. ↑  .   [2013-05-29]. （原始内容存档于2008-03-15）.
7. ↑  .   [2013-05-02]. （原始内容存档于2016-03-04）.
8. ↑  s:上諭内閣 (四庫全書本)/卷130 雍正十一年四月己卯諭內閣：「朕覽本朝人刊寫書籍，凡遇胡虜夷狄等字，每作空白，又或改易形聲。如以『夷』為『彝』，以『虜』為『鹵』之類，殊不可解。揣其意蓋為本朝忌諱，避之以明其敬慎，不知此固背理犯義不敬之甚者也。」
9. ↑  s:統一對朱毛共匪及有關名稱要點、s:中共黨政軍機關企業學術機構團體旗歌及人員職銜統一稱謂實施要點、s:关于正确使用涉台宣传用语的意见
10. ↑   (PDF). 《積學與涵泳——中學古詩文誦讀材料選編》. 2016年. （原始内容存档 (PDF)于2019）.
11. ↑  宋定莉.  (PDF). 東海大學中國文學系. 2017年. （原始内容存档 (PDF)于2021）.
12. ↑  s:史記三家註/卷002
13. ↑  凌超煌.  (PDF). 《清華中文學報》. 2014年6月. （原始内容存档 (PDF)于2021）.
14. ↑  廖名春.  (PDF). 清華大學歷史系暨思想文化研究所. 2014年. （原始内容存档 (PDF)于2021）.
15. ↑  陳麗桂.  (PDF). 國立成功大學中文系. 2014年9月. （原始内容存档 (PDF)于2021）.
16. ↑  王博. . 《政大中文學報》. 2005年6月. （原始内容存档 (PDF)于2021）.
17. ↑  陳育民.  (PDF). 國立彰化師範大學國文研究所. 2007年. （原始内容存档 (PDF)于2021）.
18. ↑  楊秀芳.  (PDF). 臺灣大學. 2009年. （原始内容存档 (PDF)于2021）.
19. ↑  任法融.  (PDF). 2020年. （原始内容存档 (PDF)于2021）.
20. ↑  饒宗頤.  (PDF). 1992年. （原始内容存档 (PDF)于2021）.
21. ↑  楊婉羚. . 中國文化大學中國文學研究所. 2009年1月. （原始内容存档 (PDF)于2021）.
22. ↑  廖雅慧.  (PDF). 中國文化大學文學院中國文學研究所. 2010年. （原始内容存档 (PDF)于2021）.
23. ↑  林俊宏.  (PDF). 《政治科學論叢》. 2003年. （原始内容存档 (PDF)于2021）.
24. ↑  潘銘基.  (PDF). 香港中文大學中國語言及文學系. 2009年. （原始内容存档 (PDF)于2020）.
25. ↑  李晖. . 《民俗研究 》. 2003, (4): 176. CN 37-1178/K. ISSN 1002-4360.
26. ↑  冯双元. . 《东南文化》. 2006, (5). CN 32-1096/K. ISSN 1001-179X.
27. ↑  謝向榮.  (PDF). 文言經典閱讀與賞析（二）：超世與忠君. 2018年. （原始内容存档 (PDF)于2021）.
28. ↑  清·郝懿行《晉宋書故·元由》：「元，始初也；由，萌蘗也。論事所起，或言元起，或言元來，或言元故，或言元舊，皆是也。今人為書，元俱作原字……蓋起於前明初造，事涉元朝，文字簿書率皆易『元』為原。」
29. ↑  明沈德符《萬曆野獲編》：「俱以原字代元字，蓋民間追恨元人，不欲書其國號也。」
30. ↑  《全唐文》卷四：「依禮，二名義不偏諱……其官號、人名及公私文籍，有『世』及『民』兩字不連讀者，並不須避。」
31. ↑  陳垣：《史諱舉例》，（北京：北京科學出版社，1958年），頁5。
32. 1 2 3  《容齋三筆·卷十一·帝王諱名》：「太宗諱字內有從耳從火者，又有梗音，今為人姓如故。高宗諱從勹從口者亦然。真宗諱從心從亘，音胡登切。」
33. ↑  《晋书·志第十·礼中》太元十三年，召孔安国为侍中。安国表以黄门郎王愉名犯私讳，不得连署，求解。有司议云：“名终讳之，有心所同，闻名心瞿，亦明前诰。而《礼》复云‘君所无私讳，大夫之所有公讳’，无私讳。又云‘诗书不讳，临文不讳’。岂非公义夺私情，王制屈家礼哉！尚书安众男臣先表中兵曹郎王祐名犯父讳，求解职，明诏爰发，听许换曹，盖是恩出制外耳。而顷者互相瞻式，源流既启，莫知其极。夫皇朝礼大，百僚备职，编官列署，动相经涉。若以私讳，人遂其心，则移官易职，迁流莫已，既违典法，有亏政体。请一断之。”从之。
34. ↑  《册府元龟·卷八百六十三》◎总录部·名讳
35. ↑  如果人家的父親名叫「晉肅」，就可以不讓他的兒子去參加進士考試的話；那麼如果他爸名字叫「仁」的話，他兒子難道不能做人嗎！
36. ↑  明·謝肇淛，《五雜俎》（卷181）：“馮道門客講《道德經》，首章「道可道，非常道」，門客見犯其諱多，乃曰：‘不敢說，可不敢說，非常不敢說。’”
37. ↑  唐·段成式，《酉陽雜俎》（卷17）：“鯉，脊中鱗一道，每鱗有小黑點，大小皆三十六鱗。國朝律，取得鯉魚即宜放，仍不得吃，號赤公。賣者杖六十，言「鯉」為「李」也。”
38. ↑  明·費宏等，《大明武宗毅皇帝實錄》（卷181）：“時上巡幸所至，禁民間蓄豬，遠近屠殺殆盡；田家有產者悉投諸水。”
39. ↑  《史讳举例》陈垣
40. ↑  陳垣《史諱舉例》：清之避諱，自康熙帝之漢名始。雍乾之世，避諱至嚴，當時文字獄中，至以詩文筆記之對於廟諱御名有無敬避，為順逆憑證。
41. ↑  《清代名人傳略》中冊頁143
42. ↑  . 時事新報 (上海). 1914-07-27. 兩廣方言學校畢業生邱文彬，乃呈請教育部……明令天下，『邱』字依舊避諱……不意內（務）部得此，竟回咨駁斥……爲親者諱，謂之私諱；爲尊者諱，謂之公諱……現在政體改建，諱法已不適用，則公諱之典，自不必更相沿襲……就習慣上言，固已無直呼孔子之名者，所請轉呈明令依舊敬避之處，應毋庸議
43. ↑  《毛氏家譜（與世山家）·五世維基》[永久]：「次男宣哲（哲字因國禁改明）」
44. ↑  《孫氏家譜（安座間家）·四世有温》[永久]：「四世有温（温字因國禁改謂有和）」
45. ↑  《新参林姓家譜（佐久川家）·新参四世泰雄》[永久]：「新参四世泰雄（因泰之字國禁改春）」
46. ↑  《陳姓家譜（仲本家）·十二世》[永久]：「十二世諱弘澤（弘字因禁止改宏）」【註：乾隆帝諱弘曆。】
47. ↑  《曾姓家譜（中宗根家）·六世紫金大夫夔》[永久]：「男曆（曆之字因禁止改信）」【註：乾隆帝諱弘曆。】
48. ↑  《王代記[]》，第49頁
49. ↑  《馬姓家譜·小祿家·十二世馬克承》[]：「十二世馬克承童名思龜名乘良泰（因泰之字國禁改忠）」
50. ↑  《毛氏家譜（與世山家）·六世宣猷》[永久]：「六世宣猷（宣字因國禁改廷柱）」
51. ↑  《向姓家譜（具志川家）·十世諱宣謨》[永久]：「十世諱宣謨 今歸仁王子 童名思德金 名乘朝忠（忠之字因禁止改義）」
52. ↑  《平姓家譜（當間家）·七世重富》[永久]：「七世重富（重之字因禁止改季因免許如今）」
53. ↑  《英姓家譜（渡名喜家）·六世恒隆》[永久]：「六世恒隆（原是名乘頭重之字因御禁止子孫悉改用恒之字）」
54. ↑  특수표식: 피휘, 각필, 불심지[]
55. ↑  見鳳巖寺《靜眞大師塔碑文》
56. ↑  .   [2013-02-12]. （原始内容存档于2022-02-16）.
57. ↑  《大南實錄前編·凡例 （页面存档备份，存于）》：「地名遇廟諱、尊字，或從今名，或缺一筆。至於人名，皆改別字，以示敬也。」
58. ↑  .   [2014-03-30]. （原始内容存档于2021-04-03）.
59. ↑  《大南實錄前編·卷一 （页面存档备份，存于）》
60. ↑  《國朝正編撮要·卷之一 （页面存档备份，存于）》：「世祖高皇帝，諱左從日右從爰，又諱左從日右從英，又諱左從禾右從重。」
61. ↑  汪婕 《对魏晋南北朝"父子不嫌同名"怪现象之思考》 井冈山大学学报·社会科学版 2009第6期

## 外部連結
- 唐以後帝王避諱名表 - 教育部異體字字典 （页面存档备份，存于）